# Moalach
Moalach ist ein sirupartiges Lebensmittel, das als Brotaufstrich oder zur Süßung von Speisen verwendet wird. Es wird durch Einkochen junger Tannentriebe unter Beigabe von Zucker gewonnen und schmeckt ähnlich wie Honig, weist dabei jedoch deutliche Tannenaromen auf. Ein ähnliches Produkt ist Tannen- oder Fichtensirup. Ebenfalls verwandt, jedoch auf Honigbasis statt mit Zucker hergestellt, ist der Wipfelhonig. Moalach wird in Österreich beispielsweise im Zillertal hergestellt.